# Пясти
Пястите (на полски: Piastowie) е династия, която управлява Полша от създаването ѝ през 9-ти век до 1370 г. Наследници на династията управляват отделни полски княжества в Мазовия до 1526 г. и в Силезия до 1675 г.
Пяст е полулегендарният основател на владетелския род. Името му се споменава за пръв път в „Хроника на полските князе“ от Галус Анонимус, написана около 1113 г. Въпреки че първите князе и крале се смятали за потомци на Пяст, терминът „династия на Пястите“ е създаден през 17 век от историци, които работят за владетели на княжества в Силезия.
Според легендата, Пяст е въздигнат за крал като последствие от безуспешното и некомпетентно управление на западнославянския княз Попиел II Попелид, позволил разорение на имотите от викингските атаки. Основана на ирационалността на легендата е и теорията, според която Пяст е майордом и предаването на властта става по подобие на това между Меровингите и Каролингите във Франкското кралство.

## Князе и крале на Полша от династията Пясти
| Години на управление                        | Владетел (години на раждане и смърт)                                               | Съпруги и деца | Събития |
| ------------------------------------------- | ---------------------------------------------------------------------------------- | --- | --- |
| 963 – 992                                   | Мешко I (ок. 922 – 25.5.992), син на Шемомисъл                                     | ∞ (1) за неизвестна съпруга: ∞ (2) 965 за Дубравка (†977), дъщеря на чешкия княз Болеслав I Страшни 1.Болеслав I Храбри (966/967 – 17.7.1025); 2.Светослава (Гунхилда), ∞ за шведския крал Ерик VI ∞ (3) 979/980 за Ода (†1023), дъщеря на маркграф Дитрих фон Халденслебен | Мешко I е първият засвидетелстван от достоверни исторически извори полски княз от династията Пясти. През 966 г. той се покръства заедно с народа си и по този начин Полша влиза в семейството на европейските християнски държави. Воюва срещу чехите и германците, в резултат на което покорява Силезия и Краков. Поставя основите на административното управление, установява своята столица в Гнезно и създава първото полско епископство – Познан.                                 |
| 992 – 1025                                  | Болеслав I Храбри (966/967 – 17.7.1025), втори син на Мешко I                      | ∞ (1) (984, развод 985/986) за неизвестна дъщеря на маркграф Рикдаг фон Мейсен: 1.дъщеря (*984/985), ∞ 996/997 за поморски княз; 2.син (*985/986), монах. ∞ (2) (986, развод 986/987 за Юдит, дъщеря на унгарския княз Геза: 1.Безприм (986/987 – 1031/32); 2.дъщеря (987 – 1017), монахиня. ∞ (3) (987) за Емнилда (†1017), дъщеря на западно-поморския княз Добромир: 1.Регелинда (989 – 1014), ∞ 1002/03 за маркграф Херман фон Майсен; 2.Мешко II (990 – 10.5.1034); 3.Веслава (991/1001 – 1018), ∞ 1015 за великия киевски княз Святополк I; 4.Отон (1000 – 1033). ∞ (4) (1018) за Ода (†1018), дъщеря на маркграф Екехард I: 1.Матилда, ∞ (1035, развод 1036) за швабския херцог Ото фон Швейнфурт (†1057) | Болеслав I Храбри продължава изграждането на полските държавни институции и насърчава християнските мисионери в своите владения. Води войни с германците, отнема Моравия от чехите и се намесва в политическите борби в Киевска Русия. През 1025 г. пръв от полските владетели получава кралска титла от император Конрад II |
| 1025 – 1031; 1032 – 1034                    | Мешко II (990 – 10.5.1034), трети син на Болеслав I Храбри                         | ∞ 1013 за Рихенца (Рикса) (†1063), внучка на германския император Ото II: 1.Болеслав Забравени (1014/15 – 1038); 2.Кажимеж I (25.7.1016 – 25.11.1058); 3.Рикса (†1052), ∞ 1039/42 за унгарския крал Бела I; 4.Гертруда (1108), ∞ ок. 1050 за великия киевски княз Изяслав I | Мешко II не притежава качествата на държавник и позволява бързо да рухне делото на баща му. Неуспешни са войните му с Германия, резултат от които е загубата на Моравия и Словакия. През 1031 г. е принуден да отстъпи властта на по-големия си брат Безприм, който е убит на следващата година и Мешко II отново сяда на трона, но през 1033 г. е принуден от германския император Конрад II да се откаже от кралското си достойнство. носи титлата „княз“ до смъртта си през 1034 г. |
| 1031 – 1032                                 | Безприм (986/987 – 1031/32), втори син на Болеслав I Храбри                        | неженен | |
| 1034 – 1038                                 | Болеслав Забравени (1014/15 – 1038), първи син на Мешко II                         | неженен | |
| 1039 – 1058                                 | Кажимеж I (25.7.1016 – 25.11.1058), втори син на Мешко II                          | ∞ ок. 1041 за Добронега (Мария) (1012 – 1087), дъщеря на великия киевски княз Владимир I: 1.Болеслав II Смели (1039 – 1081); 2.Владислав I Херман (ок. 1043 – 4.6.1102); 3.Светослава-Сватава (1041/48 – 1126), ∞ 1062/63 за чешкия крал Вратислав II; 4.Мешко (1045 – 1065) | Съумява да изведе своята страна от разрухата, в която я оставя баща му. Укрепва властта си над Вроцлав и Силезия (1050) и подкрепян от църквата, се стреми да унищожи последните остатъци от езичеството. Създава благоприятни условия за развитие на науката и образованието. |
| 1058 – 1079                                 | Болеслав II Смели (1039 – 1081), първи син на Кажимеж I                            | ∞ 1067 за черниговската княгиня Вишеслава (†1088): 1.Мешко (1069 – 1089), ∞ 1088 за киевската княгиня Евпраксия Изяславовна | крал на Полша (1076 – 1079) Често започва военни конфликти със своите съседи, нахлува няколко пъти с войските си в Чехия, Унгария и Киевска Русия. В жестокостта си стига дотам, че убива пред олтара влиятелния епископ на Краков Станислав. През 1076 г. се провъзгласява за крал, но е отлъчен от църквата и настройва срещу себе си полската аристокрация. През 1079 г. е принуден да напусне своята страна и да избуга в Унгария, където умира в манастир през 1081 г.            |
| 1079 – 1102                                 | Владислав I Херман (ок. 1043 – 4.6.1102), втори син на Кажимеж I                   | Збигнев (до 1080 – 1116), извънбрачен син; ∞ (1) (ок. 1080) за Юдит (1056/58 – 1085), дъщеря на чешкия княз Вратислав II: 1.Болеслав III Кривоусти (20.8.1085 – 28.10.1138). ∞ (ок. 1089) за Юдит-Мария (1101 – 1144), дъщеря на германския император Хайнрих III: 1.дъщеря (ок. 1088 – 1112), ∞ 1106 за туровския княз Ярослав Святополкович; 2.Агнешка (ок. 1090 – ок. 1126), абатиса в Хандерсхайм; 3.Аделаида (1090/91 – 1127), ∞ 1118 за маркграф Диполд III фон Фобург (†1146) | Неговото управление е слабо. Като върховен владетел не успява да се наложи над аристокрацията и търси съюза на германския император Хайнрих IV. |
| 1102 – 1107                                 | Збигнев (до 1080 – 1116), извънбрачен син на Владислав I Херман                    | неженен | Между Збигнев и брат му Болеслав III Кривоусти започват конфликти, в резултат на които Болеслав III Кривоусти убива брат си и отново обединява полските земи. |
| 1102 – 1138                                 | Болеслав III Кривоусти (20.8.1085 – 28.10.1138), син на Владислав I Херман         | ∞ (1) (1103) за Сбислава (†1110/11), дъщеря на великия киевски княз Святополк II: 1.Владислав II Изгнаник (1105 – 30.5.1159); 2.дъщеря (*ок. 1111), ∞ 1124 за муромския княз Всиволод Давидович. ∞ (2) (1115) за Саломея (до 1101 – 1144), дъщеря на граф Хайнрих фон Берг-Шелклинген: 1.Рикса (1116/17 – 1155), ∞ (1) (ок. 1127) за херцога на Югландия Магнус Силния (1106 – 1034), ∞ (2) (1136) за новгородския княз Владимир Всеволодович (†1139), ∞ (3) (1143) за краля на Швеция Сверкер I (†1155); 2.дъщеря (*1119), ∞ 1132 за маркграф Конрад фон Пльотцкау (†1133); 3.Гертруда (1123/24 – 1160), монахиня; 4.Болеслав IV Къдрави (1125 – 3.4.1173); 5.Мешко III Стари (1126/27 – 13.3.1202); 6.Хенрик (1127/31 – 1166), княз на Сандомир от 1146; 7.Добронега (1127 – 1147), ∞ 1142 за саксонския маркграф Дитрих II (†1185); 8.Юдит (1130 –1170/76), ∞ 1148 за бранденбургския маркграф Ото I (†1184); 9.Агнешка (1137/38 – 1182), ∞ 1151/52 за великия киевски княз Мстислав II (†1172); 10.Кажимеж II Справедливи (1138 – 5.5.1194) | Първоначално Болеслав III Кривоусти управлява Малка Полша и Силезия. Между Збигнев и брат му Болеслав III Кривоусти започват конфликти, в резултат на които Болеслав III Кривоусти убива брат си и отново обединява полските земи като техен единствен княз. Води многобройни войни, особено срещу Германия, и успява през 1122 г. да завладее балтийското крайбрежие около Гданск. |
| 1138 – 1146                                 | Владислав II Изгнаник (1105 – 30.5.1159), първи син на Болеслав III Кривоусти      | ∞ 1125/27 за Агнес (1108/13 – 1160/63), дъщеря на австрийския маркграф Леополд III: 1.Болеслав I Високи (†1201), княз на Вроцлав, ∞ (1) (1142) за черниговската княгиня Звинислава Всеволодовна (†1163); ∞ (2) за Кристана (1150 – 1201); 2.Мешко IV Танцуващи крака (1132/46 – 1211), княз на Ополе и Рацибор; 3.Рикса (Рихенца) (1130/40 – 1185), ∞ (1) (1152) за кастилския крал Алфонсо VII, ∞ (2) (1161) за прованския граф Реймон-Беранже III (1140 – 1166); 4.Конрад (1146/57 – 1203), епископ на Бамберг (1202 – 1203) | Първоначално Владислав II Изгнаник, носи короната на цяла Полша (1138 – 1146), но фактически управлява само северните части на страната и територии в Силезия. През 1146 г. е прогонен от брат си Болеслав IV Къдрави въпреки помощта на германския император Конрад III. Умира като изгнаник в Германия през 1159 г. |
| 1146 – 1173                                 | Болеслав IV Къдрави (1125 – 3.4.1173), втори син на Болеслав III Кривоусти         | ∞ 1137 за новгородската княгиня Верхослава Всеволодовна (†1148): 1.Саломея (Салюша, †1178), ∞ 1173 за дрогичинския княз Василко Ярополкович (ок. 1151 – 1178/82); 2.Лешек (1160/65 – 1186), княз на Мазовия и Куява (1173 – 1186) | Първоначално Болеслав IV Къдрави е княз на Мазовия и Куява. През 1146 г. успява да протони брат си Владислав II Изгнаник и слага ръка на неговите владения, след което е провъзгласен за княз на цяла Полша. отразява нашествието на германския император Фридрих I Барбароса в полските земи. |
| 1173 – 1177 1191 1199 1199 – 1202           | Мешко III Стари (1126/27 – 13.3.1202), трети син на Болеслав III Кривоусти         | ∞ (1) (1136/40) за Ержибет (Елисавета, ок. 1128 – 1155), дъщеря на унгарския принц Алмош Арпад: 1.Одон (1141/49 – 1194), княз на Познан и Калиш, ∞ 1187 за галицката княгиня Вишеслава Ярославовна (1150 – 1194); 2.Елжбета (ок. 1152 – 1209), ∞ (1) (1173/77) за чешкия княз Собеслав II, ∞ (2) (1180) за саксонския маркграф Конрад II (†1290). ∞ (2) (1151/54) за Евдокия, дъщеря на великия киевски княз Изяслав II: 1.Верхослава-Людмила (1153 – 1223), ∞ (1167) за лотарингския херцог Фридрих I (1152 – 1207); 2.Юдита (1154 – 1201), ∞ 1173/77 за саксонския херцог Бернхард III (1140 – 1212); 3.Болеслав (1159 – 1195), княз на Куява, ∞ 1184 за померанската принцеса Доброслава (†1200); 4.Мешко (1160/65 – 1193), княз на Калиш; 5.Владислав III Тънконоги (1161/67 – 3.2.1231); 6.Саломея (ок. 1160 – ?), ∞ 1177 за померанския княз Ратибор (ок. 1160 – 1183); 7.Анастасия (1164 – 1240), ∞ 1177 за померанския херцог Болеслав I (1130 – 1187); 8.Звинислава (†1240), ∞ 1181 за померанския княз Мщивой I (†1220) | След смъртта на баща му Болеслав III Кривоусти през 1138 г., Мешко III Стари е определен за великополски княз, а когато по-големият му брат Болеслав IV Къдрави умира без наследници е провъзгласен за княз на цяла Полша (1173 – 1177). Прогонен от престоля, той се заема да укрепи позициите си, превземайки през 1182 г. старата столица Гнезно и през 1199 г. отново си възвръща властта, която задържа до смъртта си през 1202 г.                                                |
| 1177 – 1191; 1191 – 1194                    | Кажимеж II Справедливи (1138 – 5.5.1194), пети син на Болеслав III Кривоусти       | ∞ (1) (ок. 1163) за неизвестна жена: 1.Мария (*1164), ∞ 1178 за великия киевски княз Всеволод III. ∞ (2) (ок. 1185) за смоленската княгиня Елена Ростиславовна (†1207): 1.Лешек I Бели (1186/87 – 23.11.1227); 2.Конрад I Мазовецки (1187/88 – 31.8.1247) | В началото Кажимеж II Справедливи получава малките Вишлицко (1166) и сандомирско (1172) княжества, след което съумява да уголеми своите владения с териториите на Краков (1177), Куява и Мазовия (1186), а през 1177 г. застава на престола на цяла Полша. |
| 1194 – 1198; 1199; 1206 – 1210; 1211 – 1227 | Лешек I Бели (1186/87 – 23.11.1227), първи син на Кажимеж II Справедливи           | ∞ 1207 за луцката княгиня Гремислава Ингваревна (†1258): 1.Саломея (1211/12 – 1268), ∞ 1214 за унгарския принц и крал на Галиция Калман (1208 – 1241); 2.Болеслав V Скромни (21.6.1226 – 7.12.1279) | Лешек I Бели получава княжеската власт над Краков и Сандомир. Прави неуспешни опити да покори руското Галичко княжество. |
| 1202 – 1206; 1228 – 1229                    | Владислав III Тънконоги (1161/67 – 3.2.1231), четвърти син на Мешко III Стари      | ∞ 1195 за Лучия (†1208), дъщеря на руанския княз Яромар I, от която няма деца | В началото е провъзгласен за княз на Велика Полша (Познан и Гнезно), а през 1202 г. завзема и Краковското княжество, което загубва през 1228 г. В края на живота си е принуден да води тежки борби с племенника си Владислав Одонич (ок. 1190 – 1239). |
| 1210 – 1211                                 | Мешко IV Танцуващи крака (1132/46 – 16.5.1211), втори син на Владислав II Изгнаник | ∞ до 1178 за Людмила (†1210): 1.Кажимеж I (1178 – 1229/30), княз силезко-ополски, ∞ 1212/20 за Виола (†1251), вероятно българка | Първоначално той поема властта само над Горна Силезия, но впоследствие съумява да разшири владенията си с Рачиборското (1178), Ополското (1201) и Краковското княжество (1210). |
| 1229 – 1231; 1241 – 1243                    | Конрад I Мазовецки (1187/88 – 31.8.1247), втори син на Кажимеж II Справедливи      | ∞ 1207 за владимиро-волинската княгиня Агафия Светославовна (†1247): 1.Болеслав I (1208 – 1248), княз на Мазовия, ∞ (1) (1235) за Гертруда (1220 – 1244/47) дъщеря на силезкия княз Хенрик II Благочестиви, ∞ (2) (1245/47) за белзката княгиня Анастасия Александровна; 2.Кажимеж I (ок. 1211 – 1267), княз на Куява, Лечич и Шерадз, ∞ (1) за Ядвига (†1235), ∞ (2) (1239) за Констанция (†1253/57), дъщеря на силезкия княз Хенрик II Благочестиви, ∞ (3) (1257) за Ефросиния (1228/30 – 1292), дъщеря на силезко-ополския княз Кажимеж I; 3.Саломея (1224 – 1268), неомъжена; 4.Юдита (1226 – 1257/65), ∞ (1) (1239) за ополския княз Мешко I (ок. 1220 – 1246), ∞ (2) (1252) за вроцлавския княз Хенрик III Бели (†1266) | От 1202 до смъртта си Конрад I Мазовецки е княз на Куява и Мазовия. |
| 1232 – 1238                                 | Хенрик I Брадати (†19.3.1238), племенник на Мешко IV Танцуващи крака               | ∞ 1188/92 за Хедвига (†1243), дъщеря на херцог Бертхолд IV фон Меран: 1.Агнешка (1190 – 1214); 2.Болеслав (ок. 1191 – 1206/08); 3.Конрад Къдрави (1191/98 – 1213) 4.Хенрик II Набожни (1196/1204 – 9.4.1241); 5.София (ок. 1200 – 1214); 6.Гертруда (ок. 1200 – 1267), абатиса в Тшебница | Първоначално Хенрик I Брадати наследява властта над Вроцлавското княжество (1201 – 1238). През 1232 г. разширява земите си, присъединявайки Краков, а от 1234 г. управлява и Велика Полша. |
| 1238 – 1241                                 | Хенрик II Набожни (1196/1204 – 9.4.1241), трети син на Хенрик I Брадати            | ∞ 1214/18 за Анна (1204 – 1265), дъщеря на чешкия крал Отокар I: 1.Гертруда (ок. 1220 – 1244/47), ∞ 1235 за мазовецкия княз Болеслав I (1208 – 1248); 2.Болеслав II Плешиви (1220/25 – 1278), княз на Силезия (от 1242), ∞ (1) (1242) за Хедвига (†1259), дъщеря на граф Хайнрих I фон Анхалт; ∞ (2) (1260/67, развод 1274) за Еуфемия (†1284), дъщеря на любишевския княз Самбор II; 3.Констанция (1221/27 – 1253/57), ∞ 1239 за куявския княз Кажимеж I (ок. 1211 – 1267); 4.Хенрик III Бели (1222/30 – 1266), княз на Вроцлав, ∞ (1) (1252) за Юдита (1226 – 1257/65), дъщеря на мазовецкия княз Конрад I, ∞ (2) (1266) за Агнеса (Хелена), дъщеря на саксонския херцог Албрехт I; 5.Мешко (1223/27 – 1241/42); 6.Елжбета (1224/32 – 1265), ∞ 1244 за великополския княз Пшемисъл I (1220/21 – 1257); 7.Конрад II (1228/31 – 1273/74), ∞ (1) (1249) за Саломея (1237 – 1267/74), дъщеря на великополския княз Владислав Одонич, ∞ (2) (1271/74) за София (1258/61 – 1318), дъщеря на маркграф Дитрих фон Ландсберг; 8.Агнешка (1230/36 – 1277), абатиса в Тшебница; 9.Владислав (1237 – 1270), архиепископ на Вроцлав; 10.Ядвига (1238/41 – 1318), абатиса във Вроцлав | Хенрик II Набожни наследява бащините си владения Вроцлав, Краков и Велика Полша. Загива през 1241 г. като участник в голямата битка с татарските нашественици при Лигниц. |
| 1243 – 1279                                 | Болеслав V Скромни (21.6.1226 – 7.12.1279), син на Лешек I Бели                    | ∞ 1239 за Кунигунда (1234 – 1292), дъщеря на унгарския крал Бела IV, от която няма деца | Княз на Сандомир от 1227 г. и Краков от 1243 г. |
| 1279 – 1288                                 | Лешек II Черни (1240/42 – 30.9.1288), внук на Конрад I Мазовецки                   | ∞ 1265 (развод 1271/74) за Грифина (1244/46 – 1303/09), дъщеря на галичкия княз Ростислав Михайлович, от която няма деца | Княз на Лечич и Шерадз от 1260 г., владетел на Краков и Сандомир от 1279 г. |
| 1288 – 1290                                 | Хенрик IV Праведни (1257/58 – 23.6.1290), внук на Хенрик II Набожни                | ∞ (1) (1277/80, развод 1286/87) за неизвестна дъщеря на силезкия княз Владислав I, ∞ (2) (1287/88) за Матилда (†1290/98), дъщеря на бранденбургския маркграф Ото V, от която няма деца | През 1270 г. Хенрик IV Праведни наследява Вроцлавското княжество, а през 1288 г. успява да наложи властта си и над Краков. |
| 1295 – 1296                                 | Пшемисъл II (14.10.1257 – 8.2.1296), праправнук на Мешко III Стари                 | ∞ (1) (1275) за Луитгарда (ок. 1261 – 1283), дъщеря на херцог Хайнрих I фон Мекленбург, от която няма деца, ∞ (2) (1285) за Рикса (1288/93), дъщеря на шведския крал Валдемар I 1.Елжбета (1286/88 – 1335), ∞ (1) (1303) за чешкия крал Вацлав II, ∞ (2) (1306) за чешкия крал Рудолф I, ∞ (3) (1293) за Маргарита (1270 – 1315), дъщеря на бранденбургския маркграф Албрехт III, от която няма деца | В началото Пшемисъл II носи титлата „княз на Познан“, а през 1279 г., след смъртта на чичо си Болеслав Набожни (1221 – 1279), е провъзгласен за великополски владетел. През 1290 г. присъединява към подвластните си територии Краков, а през 1295 г. – балтийското крайбрежие. Получава кралската корона на обединена Полша през 1295 г. една година преди смъртта си. |
| 1296 – 1300; 1320 – 1333                    | Владислав I Локетек (1260/61 – 2.3.1333), внук на Конрад I Мазовецки               | ∞ 1293 за Ядвига (ок. 1260 – 1339), дъщеря на калишкия княз Болеслав VI Набожни: 1.Кунигунда (до 1298 – 1331), ∞ (1) (1312) за швидницкшя княз Бернхард II (1288/91 – 1326), ∞ (2) (1328) за херцог Рудолф I фон Саксен-Витемберг (†1356); 2.Елжбета (1305 – 1380), ∞ 1320 за унгарския крал Карой I Роберт; 3.Кажимеж III Велики (30.4.1310 – 5.11.1370) | Първоначално Владислав I Локетек е княз на Куява и Лечич (1267 – 1296), а през 1296 е избран за княз на отново обединената под негово ръководство полска държава. През 1305 г. под неговата власт преминава Малка Полша, през 1314 г. – Велика Полша, а през 1320 г. възстановява в своя полза кралския статут на страната. |
| 1330 – 1370                                 | Кажимеж III Велики (30.4.1310 – 5.11.1370), син на Владислав I Локетек             | ∞ (1) (1325) за Алдона (1309/10 – 1339), дъщеря на великия литовски княз Гедимин: 1.Елжбета (1326/34 – 1361), ∞ 1343 за померанския херцог Болеслав V; 2.Кунигунда (1335 – 1357), ∞ (1345) за херцога на Бавария и бранденбургски курфюрст Лудвиг VI (1330 – 1365). ∞ (2) (1341, развод ок. 1356) за Аделхайд (1323 – 1371), дъщеря на ландграф Хайнрих II фон Хесен, от която няма деца. ∞ (3) (1357) за Христина (†1364), от която няма деца. ∞ (4) (1365) за Ядвига (1350 – 1390), дъщеря на саганския княз Хенрик V: 1.Анна (1366 – 1425), ∞ (1) (1380) за граф Вилхелм фон Цили (†1392), ∞ (2) (1394) за херцог Улрих фон Тек (†1432); 2.Ядвига (1368 – 1407) | Кажимеж III Велики продължава политиката на своя баща, насочена към обединението на Полша и превръщането ѝ в голяма европейска държава. През 1343 г. установява мир с Тевтонския орден, след което завладява големи части от руските княжества Галич и Владимир. Унифицира полската финансова система, основава болници и училища, реформира законодателството. Кажимеж III Велики няма синове, поради което полската корона е наследена от унгарския клон на динаситята Анжу.         |